# フサイチアソート
フサイチアソートは、日本の競走馬である。馬名は最初の馬主であった関口房朗が使用した冠名の「フサイチ」と“詰め合わせ”を意味する「アソート」が由来となっている。2006年のセレクトセール1歳にて4300万円（消費税抜）で落札された（市場取引馬）。落札は中村浩章名義となっていた。

## 経歴

### 2歳
2007年9月19日に美浦に入厩。10月28日に東京競馬場で行われた、芝1600mの2歳新馬戦では単勝3.2倍の2番人気に支持され、本馬場入場後に芝生を食べようとするなど幼さを見せたものの、レースになると大人しく、少し頭の位置が高い走法ながら道中は馬群の中に位置し、直線で内に抜け出しニシノエモーションにアタマ差で競り勝った。11月17日に格上挑戦で出走した東京スポーツ杯2歳ステークス（JpnIII）では、単勝9番人気と低評価だったが、新馬戦と同じような走りを見せ重賞初挑戦で初勝利を挙げた。この勝利は父トワイニングにとって産駒のJRA重賞初勝利であった。その他にも関口房朗の同レース3連覇、岩戸孝樹厩舎の重賞初勝利、鞍上の横山典弘の4年連続で自身8度目となるJRA年間100勝達成という、記録ずくめの勝利となっている。なお同日、デビュー戦で2着だったニシノエモーションもレコードタイムで初勝利を挙げている。11月29日に発表された重賞・オープン特別競走レーティングでは、東京スポーツ杯2歳ステークスを制したことにより106ポンドの評価を得た。その後は、クラシック制覇を狙って翌春まで休養に入った。

### 3歳
復帰戦は弥生賞となった。しかし、レースは見所なく12着だった。続く皐月賞では8着だった。その後、日本ダービーに出走登録を行っていたが、除外され、目黒記念に出走するも10着だった。続く新潟記念では村田一誠との初コンビで挑み、5着に入った。セントライト記念では8着だった。10月に馬主が関口房朗から岡田牧雄に代わった。次走は富士ステークス。しかし14着に敗れた。続く福島記念では近走の成績不振から13番人気と低評価だったが4着に入った。続く中日新聞杯では10番人気だったが、ヤマニンキングリーの2着と2歳時の東京スポーツ杯2歳ステークス以来の連対を果たした。

### 4歳
初戦はニューイヤーステークスとなった。2番人気に推されたが、いいところがなく8着に終わった。続く白富士ステークスでは5着、中京記念では13着、日本海ステークスでは5着、ポプラステークスでは7着、レインボーステークスでは6着、去勢手術明けの元町ステークスでは8着に終わり、この年はすべて着外に終わった。

### 5歳
初戦の初富士ステークスは終始後方のまま12着と大敗した。続く節分ステークスでも同様の競馬でブービーの15着に終わった。
続くサンシャインステークスでは好位追走も伸び切れず9着に敗れた。常総ステークスではブービーの13着と大敗した。湾岸ステークスでは中団追走も12着と殿負けを喫した。4ヶ月間隔をおき、8月のマレーシアカップに出走するが11着と惨敗、オクトーバーステークスでは最内枠からハナを奪い軽快に逃げるものの直線で力尽き最下位の11着に終わった。この後、11月27日の障害未勝利戦に出走、中団から脚を伸ばして3着。続く12月18日の障害未勝利戦ではスタールーセントのクビ差の2着になった。

### 6歳
半年ぶりの出走となった6月12日の障害未勝利戦では8着。7月31日の障害未勝利戦で障害初勝利を挙げた。

### 7歳〜9歳
1勝も挙げることなく2014年11月28日付けで競走馬登録を抹消した。引退後は北海道日高郡のノルマンディーファームにて乗馬となる。2021年より引退名馬繋養展示事業の対象馬となり、新ひだか町の岡田スタッドに繋養されている。

## 競走成績
以下の内容は、JBISサーチおよびnetkeiba.comの情報に基づく。
| 競走日     | 競馬場 | 競走名             | 格       | 距離（馬場）  | 頭 数 | 枠 番 | 馬 番 | オッズ （人気） | 着順 | タイム （上がり3F） | 着差  | 騎手        | 斤量 [kg] | 1着馬（2着馬）         | 馬体重 [kg] |
| ---------- | ------ | ------------------ | -------- | ------------- | ----- | ----- | ----- | --------------- | ---- | ------------------- | ----- | ----------- | --------- | ---------------------- | ----------- |
| 2007.10.28 | 東京   | 2歳新馬            |          | 芝1600m（重） | 11    | 5     | 5     | 003.20（2人）   | 01着 | R1:36.3（34.6）     | -0.0  | 0武豊       | 55        | （ニシノエモーション） | 450         |
| 0000.11.17 | 東京   | 東スポ杯2歳S       | JpnIII   | 芝1800m（良） | 15    | 6     | 11    | 030.20（9人）   | 01着 | R1:47.4（34.2）     | -0.2  | 0横山典弘   | 55        | （スズジュピター）     | 444         |
| 2008.03.09 | 中山   | 弥生賞             | JpnII    | 芝2000m（良） | 16    | 4     | 7     | 006.60（4人）   | 12着 | R2:02.6（35.4）     | -0.9  | 0横山典弘   | 56        | マイネルチャールズ     | 446         |
| 0000.04.20 | 中山   | 皐月賞             | JpnI     | 芝2000m（良） | 18    | 2     | 3     | 021.70（9人）   | 08着 | R2:02.6（35.4）     | -0.9  | 0横山典弘   | 57        | キャプテントゥーレ     | 430         |
| 0000.06.01 | 東京   | 目黒記念           | JpnII    | 芝2500m（良） | 18    | 8     | 18    | 023.80（8人）   | 10着 | R2:32.8（36.0）     | -0.9  | 0吉田豊     | 50        | ホクトスルタン         | 434         |
| 0000.08.31 | 新潟   | 新潟記念           | GIII     | 芝2000m（良） | 18    | 4     | 8     | 024.0（11人）   | 05着 | R1:58.1（34.3）     | -0.6  | 0村田一誠   | 53        | アルコセニョーラ       | 450         |
| 0000.09.21 | 中山   | セントライト記念   | JpnII    | 芝2200m（稍） | 18    | 6     | 12    | 016.20（8人）   | 08着 | R2.15.4（35.9）     | -0.8  | 0村田一誠   | 56        | ダイワワイルドボア     | 444         |
| 0000.10.25 | 東京   | 富士S              | GIII     | 芝1600m（良） | 18    | 8     | 16    | 018.00（8人）   | 14着 | R1:33.6（34.3）     | -0.9  | 0藤田伸二   | 54        | サイレントプライド     | 446         |
| 0000.11.24 | 福島   | 福島記念           | JpnIII   | 芝2000m（良） | 15    | 3     | 5     | 029.2（13人）   | 04着 | R2:00.3（36.2）     | -0.2  | 0蛯名正義   | 53        | マンハッタンスカイ     | 452         |
| 0000.12.13 | 中京   | 中日新聞杯         | JpnIII   | 芝2000m（良） | 17    | 7     | 13    | 040.3（10人）   | 02着 | R1:59.5（34.1）     | -0.0  | 0和田竜二   | 54        | ヤマニンキングリー     | 448         |
| 2009.01.10 | 中山   | ニューイヤーS      | OP       | 芝1600m（良） | 14    | 1     | 1     | 006.10（2人）   | 08着 | R1:35.3（35.8）     | -0.4  | 0蛯名正義   | 55        | マヤノツルギ           | 456         |
| 0000.02.07 | 東京   | 白富士S            | OP       | 芝2000m（良） | 13    | 8     | 12    | 005.70（3人）   | 05着 | R1:59.8（35.4）     | -0.4  | 0蛯名正義   | 55        | シンゲン               | 454         |
| 0000.03.14 | 中京   | 中京記念           | GIII     | 芝2000m（重） | 18    | 8     | 18    | 017.30（7人）   | 13着 | R2:02.0（37.5）     | -1.6  | 0和田竜二   | 54        | サクラオリオン         | 448         |
| 0000.07.26 | 新潟   | 日本海S            | 1600万下 | 芝2200m（良） | 14    | 1     | 1     | 010.00（5人）   | 05着 | R2:12.9（35.1）     | -0.5  | 0蛯名正義   | 57        | サンライズベガ         | 458         |
| 0000.08.22 | 札幌   | ポプラS            | 1600万下 | 芝2000m（良） | 16    | 4     | 7     | 011.60（7人）   | 07着 | R2:00.9（35.3）     | -0.6  | 0丸田恭介   | 57        | マイネルスターリー     | 450         |
| 0000.09.13 | 中山   | レインボーS        | 1600万下 | 芝2000m（良） | 16    | 6     | 12    | 019.30（7人）   | 06着 | R2:00.5（34.9）     | -0.8  | 0丸田恭介   | 57        | レッツゴーキリシマ     | 450         |
| 0000.12.26 | 阪神   | 元町S              | 1600万下 | 芝2000m（良） | 12    | 2     | 2     | 043.80（9人）   | 08着 | R2:01.3（35.6）     | -1.1  | 0和田竜二   | 57        | プロヴィナージュ       | 446         |
| 2010.01.16 | 中山   | 初富士S            | 1600万下 | 芝1800m（良） | 14    | 3     | 4     | 021.30（6人）   | 12着 | R1:48.9（35.3）     | -00.9 | 0丸田恭介   | 56        | モエレビクトリー       | 446         |
| 0000.01.31 | 東京   | 節分S              | 1600万下 | 芝1600m（良） | 16    | 4     | 8     | 051.10（9人）   | 15着 | R1:35.6（34.1）     | -1.6  | 0江田照男   | 56        | キングストリート       | 442         |
| 0000.03.13 | 中山   | サンシャインS      | 1600万下 | 芝2500m（良） | 12    | 5     | 6     | 100.6（12人）   | 09着 | R2:36.2（37.7）     | -2.2  | 0武士沢友治 | 55        | トリビュートソング     | 440         |
| 0000.03.28 | 中山   | 常総S              | 1600万下 | 芝2000m（稍） | 14    | 1     | 1     | 053.40（9人）   | 13着 | R2:03.3（36.6）     | -1.2  | 0武士沢友治 | 57        | ケイアイドウソジン     | 442         |
| 0000.04.10 | 中山   | 湾岸S              | 1600万下 | 芝2200m（良） | 12    | 5     | 5     | 061.6（10人）   | 12着 | R2:15.2（37.0）     | -2.0  | 0武士沢友治 | 57        | カネトシソレイユ       | 438         |
| 0000.08.21 | 札幌   | マレーシアC        | 1600万下 | 芝2000m（良） | 16    | 5     | 10    | 257.2（16人）   | 11着 | R2:00.2（35.2）     | -0.5  | 0丹内祐次   | 54        | ミッキーミラクル       | 436         |
| 0000.10.09 | 東京   | オクトーバーS      | 1600万下 | 芝2400m（良） | 11    | 1     | 1     | 064.3（11人）   | 11着 | R2:32.7（37.4）     | -03.1 | 0丹内祐次   | 53        | アースシンボル         | 446         |
| 0000.11.27 | 東京   | 障害3歳上未勝利    |          | 障3000m（良） | 14    | 3     | 3     | 028.20（7人）   | 03着 | R3:22.5（13.5）     | -1.2  | 0五十嵐雄祐 | 60        | クランエンブレム       | 446         |
| 0000.12.24 | 中山   | 障害3歳上未勝利    |          | 障2880m（良） | 14    | 6     | 9     | 003.50（2人）   | 02着 | R3:16.4（13.6）     | -0.0  | 0五十嵐雄祐 | 60        | スタールーセント       | 450         |
| 2011.06.12 | 阪神   | 障害3歳上未勝利    |          | 障2970m（良） | 12    | 6     | 7     | 005.60（2人）   | 08着 | R3:23.1（13.7）     | -3.7  | 0五十嵐雄祐 | 60        | エーシンダードマン     | 446         |
| 0000.07.31 | 新潟   | 障害3歳上未勝利    |          | 障2850m（良） | 14    | 8     | 14    | 003.80（3人）   | 01着 | R3:08.4（13.2）     | -0.3  | 0五十嵐雄祐 | 60        | （ショウナンサミット） | 444         |
| 2012.02.04 | 東京   | 春麗ジャンプS      | OP       | 障3100m（良） | 14    | 4     | 5     | 096.6（10人）   | 09着 | R3:31.7（13.7）     | -2.6  | 0五十嵐雄祐 | 60        | ディアマジェスティ     | 466         |
| 0000.02.26 | 阪神   | 障害4歳上オープン  |          | 障3110m（良） | 12    | 4     | 4     | 022.00（6人）   | 04着 | R3:34.4（13.8）     | -1.5  | 0五十嵐雄祐 | 60        | スナークスペイン       | 458         |
| 0000.03.18 | 阪神   | 障害4歳上オープン  |          | 障3110m（稍） | 14    | 1     | 1     | 017.20（6人）   | 13着 | R3:34.3（13.8）     | -8.0  | 0五十嵐雄祐 | 60        | デンコウオクトパス     | 448         |
| 0000.05.12 | 京都   | 京都ハイジャンプ   | J・GII   | 障3930m（良） | 12    | 2     | 2     | 100.50（9人）   | 05着 | R4:25.9（13.5）     | -4.3  | 0植野貴也   | 60        | エムエスワールド       | 452         |
| 0000.06.03 | 阪神   | 障害3歳上オープン  |          | 障3110m（良） | 10    | 3     | 3     | 018.00（6人）   | 03着 | R3:28.4（13.4）     | -1.5  | 0植野貴也   | 60        | ヴァンダライズ         | 452         |
| 0000.07.08 | 中京   | 障害3歳上オープン  |          | 障3300m（良） | 13    | 3     | 3     | 019.50（6人）   | 03着 | R3:41.1（13.4）     | -0.1  | 0植野貴也   | 60        | シゲルジュウヤク       | 452         |
| 0000.07.28 | 小倉   | 小倉サマージャンプ | J・GIII  | 障3390m（良） | 14    | 8     | 13    | 027.60（8人）   | 04着 | R3:42.8（13.1）     | -1.9  | 0植野貴也   | 60        | エムエスワールド       | 446         |
| 0000.08.26 | 小倉   | 障害3歳上オープン  |          | 障2900m（良） | 9     | 7     | 7     | 004.00（2人）   | 08着 | R3:16.9（13.6）     | -5.6  | 0植野貴也   | 60        | コウエイキング         | 448         |
| 2013.12.15 | 阪神   | 元町S              | 1600万下 | 芝1800m（良） | 12    | 7     | 10    | 131.9（11人）   | 11着 | R1:49.8（34.9）     | -01.7 | 0酒井学     | 57        | ゼロス                 | 448         |
| 2014.01.25 | 中京   | 障害4歳上オープン  |          | 障3330m（良） | 14    | 3     | 3     | 028.50（8人）   | 12着 | R3:42.7（13.4）     | -2.9  | 0難波剛健   | 60        | メイショウヨウドウ     | 454         |
| 0000.02.16 | 京都   | 飛鳥S              | 1600万下 | 芝1800m（稍） | 11    | 5     | 5     | 411.7（11人）   | 11着 | R1:50.7（35.7）     | -01.7 | 0国分優作   | 57        | マーティンボロ         | 450         |
| 0000.07.12 | 福島   | 天の川S            | 1600万下 | 芝1800m（良） | 14    | 7     | 12    | 166.7（14人）   | 11着 | R1:47.7（34.6）     | -01.0 | 0江田照男   | 51        | フィロパトール         | 446         |
| 0000.07.19 | 中京   | マレーシアC        | 1600万下 | 芝2000m（稍） | 11    | 5     | 5     | 219.2（11人）   | 10着 | R2:07.2（37.0）     | -1.4  | 0下原理     | 57        | クランモンタナ         | 442         |
| 0000.09.27 | 新潟   | 清秋ジャンプS      | OP       | 障3250m（良） | 14    | 2     | 2     | 185.7（14人）   | 02着 | R3:31.8（13.0）     | -0.4  | 0原田和真   | 60        | ダノンゴールド         | 454         |
| 0000.10.25 | 福島   | 障害3歳上オープン  |          | 障3350m（良） | 14    | 7     | 12    | 003.20（1人）   | 02着 | R3:40.2（13.1）     | -1.2  | 0原田和真   | 57        | サンライズロイヤル     | 456         |
| 0000.11.22 | 東京   | 秋陽ジャンプS      | OP       | 障3110m（良） | 14    | 2     | 2     | 017.20（4人）   | 14着 | R3:29.9（13.5）     | -5.1  | 0原田和真   | 59        | エーシンホワイティ     | 460         |

1. ↑  障害戦は平均1F

## 血統表
| フサイチアソートの血統（ミスタープロスペクター系 / Hail to Reason 4×5=9.38%） | フサイチアソートの血統（ミスタープロスペクター系 / Hail to Reason 4×5=9.38%） | フサイチアソートの血統（ミスタープロスペクター系 / Hail to Reason 4×5=9.38%） | （血統表の出典）      | （血統表の出典） |
| 父 *トワイニング Twining 1991 栗毛                                            | 父の父*フォーティナイナー Forty Niner 1985 栗毛                               | Mr. Prospector                                                                | Raise a Native        | Raise a Native   |
| 父 *トワイニング Twining 1991 栗毛                                            | 父の父*フォーティナイナー Forty Niner 1985 栗毛                               | Mr. Prospector                                                                | Gold Digger           |                  |
| 父 *トワイニング Twining 1991 栗毛                                            | 父の父*フォーティナイナー Forty Niner 1985 栗毛                               | File                                                                          | Tom Rolfe             | Tom Rolfe        |
| 父 *トワイニング Twining 1991 栗毛                                            | 父の父*フォーティナイナー Forty Niner 1985 栗毛                               | File                                                                          | Continue              |                  |
| 父 *トワイニング Twining 1991 栗毛                                            | 父の母Courtly Dee 1968 黒鹿毛                                                 | Never Bend                                                                    | Nasrullah             | Nasrullah        |
| 父 *トワイニング Twining 1991 栗毛                                            | 父の母Courtly Dee 1968 黒鹿毛                                                 | Never Bend                                                                    | Lalun                 |                  |
| 父 *トワイニング Twining 1991 栗毛                                            | 父の母Courtly Dee 1968 黒鹿毛                                                 | Tulle                                                                         | War Admiral           | War Admiral      |
| 父 *トワイニング Twining 1991 栗毛                                            | 父の母Courtly Dee 1968 黒鹿毛                                                 | Tulle                                                                         | Judy-Rae              |                  |
| 母 アーネストデザイア 1996 鹿毛                                               | 母の父*サンデーサイレンス Sunday Silence 1986 青鹿毛                          | Halo                                                                          | Hail to Reason        | Hail to Reason   |
| 母 アーネストデザイア 1996 鹿毛                                               | 母の父*サンデーサイレンス Sunday Silence 1986 青鹿毛                          | Halo                                                                          | Cosmah                |                  |
| 母 アーネストデザイア 1996 鹿毛                                               | 母の父*サンデーサイレンス Sunday Silence 1986 青鹿毛                          | Wishing Well                                                                  | Understanding         | Understanding    |
| 母 アーネストデザイア 1996 鹿毛                                               | 母の父*サンデーサイレンス Sunday Silence 1986 青鹿毛                          | Wishing Well                                                                  | Mountain Flower       |                  |
| 母 アーネストデザイア 1996 鹿毛                                               | 母の母リストレーション 1986 栗毛                                              | *ノーザンテースト                                                             | Northern Dancer       | Northern Dancer  |
| 母 アーネストデザイア 1996 鹿毛                                               | 母の母リストレーション 1986 栗毛                                              | *ノーザンテースト                                                             | Lady Victoria         |                  |
| 母 アーネストデザイア 1996 鹿毛                                               | 母の母リストレーション 1986 栗毛                                              | *リセス                                                                       | Stop the Music        | Stop the Music   |
| 母 アーネストデザイア 1996 鹿毛                                               | 母の母リストレーション 1986 栗毛                                              | *リセス                                                                       | Parlor Game F-No.19-b |                  |